# محمد اسمعیل انصاری
محمد اسمعیل انصاری سیاست‌مدار و مدیر ارشد اجرایی ایرانی بود، که در دوره بیست و یکم مجلس شورای ملی بعنوان نماینده اندیمشک از استان خوزستان در مجلس شورای ملی حضور داشت.